# Габреш (община Куманово)
 Тази статия е за селото в Северна Македония.  За селото в Гърция вижте Габреш (дем Костур).  
Га̀бреш (на македонска литературна норма: Габреш; на албански: Gabreshi) е село в Северна Македония, в община Куманово.

## География
Селото е разположено в областта Овче поле в западното подножие на Градищанската планина.

## История
В края на XIX век Габреш е малко българско село в Кумановска каза на Османската империя. Според статистиката на Васил Кънчов („Македония. Етнография и статистика“) от 1900 година Габреш е село, населявано от 135 жители българи християни.
Цялото население на селото е под върховенството на Българската екзархия. По данни на секретаря на екзархията Димитър Мишев („La Macédoine et sa Population Chrétienne“) в 1905 година в Габреш има 64 българи екзархисти.
По време на Балканската война в 1912 година един човек от Габреш се включва като доброволец в Македоно-одринското опълчение.
Според преброяването от 2002 година селото има 71 жители.
| Националност     | Всичко |
| северномакедонци | 70     |
| албанци          | 0      |
| турци            | 0      |
| роми             | 0      |
| власи            | 0      |
| сърби            | 1      |
| бошняци          | 0      |
| други            | 0      |